# Klubi Sportiv Teuta Durrës
El KS Teuta es un club de fútbol de Albania, de la ciudad de Durrës. Fue fundado en 1920 y juega en la Kategoria Superiore, primera división nacional.

## Historia
El club fue fundado en el año 1920 con el nombre de KS Urani, aunque a lo largo de su historia ha cambiado su denominación en múltiples ocasiones:
- KS Urani: 1920 - 1922
- SK Durrës: 1922 - 1930
- KS Teuta Durrës: 1930 - 1946
- KS Ylli i Kuq Durrës (Estrella Roja Durrës): 1946 - 1949
- KS Durrës: 1949 - 1951
- KS Puna Durrës: 1951 - 1958
- KS Lokomotiva Durrës: 1958 - 1991
- KS Teuta Durrës: 1991 -

En 1930 fue uno de los equipos fundadores de la primera división albanesa. Desde entonces ha jugado 65 temporadas en la Kategoria Superiore y sólo una en Segunda división. Sin embargo, sólo ha ganado dos títulos de liga, en las temporadas de 1993/94 y 2020/21.

## Uniforme
- Uniforme titular: Camiseta, pantalón y medias azules.
- Uniforme alternativo: Camiseta, pantalón y medias blancas.

## Jugadores

### Plantilla 2024/25

#### Altas y bajas 2019–20 (invierno)
| Altas         | Altas    | Altas        | Altas  | Altas |
| Jugador       | Posición | Procedencia  | Tipo   | Costo |
| ------------- | -------- | ------------ | ------ | ----- |
| Kenan Hreljić | Defensa  | Agente libre | Libre. | --    |

| Bajas             | Bajas    | Bajas        | Bajas                  | Bajas |
| Jugador           | Posición | Destino      | Tipo                   | Costo |
| ----------------- | -------- | ------------ | ---------------------- | ----- |
| Silvester Shkalla | Defensa  | Agente libre | Rescisión de contrato. | --    |

## Palmarés

### Torneos nacionales
- Primera división albanesa (2): 1993–94, 2020-21
  - 2n (6): 1931, 1992-93, 1994-95, 1995-96, 2006-2007, 2011-12
- Copa de Albania (4): 1994–95, 1999–00, 2004–05, 2019-20
  - Finalista (6): 1957, 1974-75, 1993-94, 2000-01, 2002-03, 2006-07
- Segunda división albanesa (2): 1959, 1961
- Copa de Albania
- Finalista (3): 1994, 2000, 2005
- 1995 No se disputó entre SK Tirana y KS Teuta Durrës

## Participación en competiciones de la UEFA
| Temporada | Torneo                        | Ronda            | Club                  | Casa | Visita | Global      |
| --------- | ----------------------------- | ---------------- | --------------------- | ---- | ------ | ----------- |
| 1994/95   | UEFA Cup                      | Clasificatoria   | Apollon Limassol      | 1–4  | 2–4    | 3–8         |
| 1995/96   | UEFA Cup Winners' Cup         | Clasificatoria   | TPS Turku             | 3–0  | 0–1    | 3–1         |
| 1995/96   | UEFA Cup Winners' Cup         | 1                | AC Parma              | 0–2  | 0–2    | 0–4         |
| 1996/97   | UEFA Cup                      | Clasificatoria 1 | MFK Kosice            | 1–4  | 1–2    | 2–6         |
| 1999      | UEFA Intertoto Cup            | 1                | IA Akranes            | 2–1  | 1–5    | 3–6         |
| 2000/01   | UEFA Cup                      | Clasificatoria 2 | SK Rapid Wien         | 0–4  | 0–2    | 0–6         |
| 2002      | UEFA Intertoto Cup            | 1                | Valletta              | 0–0  | 2–1    | 2–1         |
| 2002      | UEFA Intertoto Cup            | 2                | Gloria Bistriţa       | 1–0  | 0–3    | 1–3         |
| 2004      | UEFA Intertoto Cup            | 1                | FK ZTS Dubnica        | 0–0  | 0–4    | 0–4         |
| 2005/06   | UEFA Cup                      | Clasificatoria 1 | NK Široki Brijeg      | 3–1  | 0–3    | 3–4         |
| 2007/08   | UEFA Cup                      | Clasificatoria 1 | NK Slaven Belupo      | 2–2  | 2–6    | 4–8         |
| 2012/13   | UEFA Europa League            | Clasificatoria 1 | FC Metalurgi Rustavi  | 0–3  | 1–6    | 1–9         |
| 2013/14   | UEFA Europa League            | Clasificatoria 1 | Dacia Chişinău        | 3–1  | 0–2    | 3–3 (a)     |
| 2016/17   | UEFA Europa League            | Clasificatoria 1 | Kairat                | 0–1  | 0–5    | 0–6         |
| 2019/20   | UEFA Europa League            | Clasificatoria 1 | Ventspils             | 1–0  | 0–3    | 1–3         |
| 2020/21   | UEFA Europa League            | Clasificatoria 1 | Beitar Jerusalén      | 2–0  | –      | 2–0         |
| 2020/21   | UEFA Europa League            | Clasificatoria 2 | Granada               | 0–4  | –      | 0–4         |
| 2021/22   | UEFA Champions League         | Clasificatoria 1 | Sheriff Tiraspol      | 0–4  | 0–1    | 0–5         |
| 2021/22   | UEFA Europa Conference League | Clasificatoria 2 | Inter Club d'Escaldes | 0–2  | 3–0    | 3–2 (t. s.) |
| 2021/22   | UEFA Europa Conference League | Clasificatoria 3 | Shamrock Rovers       | 0–2  | 0–1    | 0–3         |